# Механізація сільського господарства
Механізоване сільське господарство — процес використання сільськогосподарської техніки для механізації роботи сільського господарства, що значно збільшує продуктивність сільськогосподарських робіт. У сучасні часи машинобудування замінило багато сільськогосподарських робочих місць, раніше виконуваних ручною працею або робочими тваринами, такими як воли, коні та мули. Вся історія сільського господарства містить багато прикладів використання інструментів, таких як мотики та плуги. Але постійна інтеграція машин з часів промислової революції дозволила стабілізувати сільське господарство і зробити менш трудомістким. Поточне механізоване сільське господарство включає в себе використання тракторів, вантажних автомобілів, зернозбиральних комбайнів, незліченних типів сільськогосподарських знарядь, літаків та вертольотів (для повітряного застосування та інших транспортних засобів). Сільське господарство навіть використовує комп'ютери разом із супутниковим зображенням і супутниковою навігацією (GPS-навігація) для збільшення урожайність. Механізація була одним із вагомих факторів, відповідальних за урбанізацію та промислову економіку. Крім підвищення ефективності виробництва, механізація сприяє широкомасштабному виробництву, а іноді може також покращити якість сільськогосподарської продукції, з іншого боку, це може призвести до деградації довкілля (таких як забруднення, вирубка лісів та ерозії ґрунту).

## Історія
Сівалка Jethro Tulls (близько 1701 р.) уможливлювала механічне розташування інтервалів посіву та розміщення глибини, що сприяло підвищенню врожайності та збереженню насіння. Це був важливий фактор у британській сільськогосподарській революції.
З початку сільського господарства молотіння здійснювалося вручну з плисом, що потребувало великої кількості праці. Молотильна машина, яка була винайдена в 1794 році, але не широко використовувалась протягом декількох десятиліть, спростила операцію. До винаходу сучасного типу жниварки (близько 1790 р.) працездатний робітник міг би порізати приблизно чверть гектарів пшениці за день, використовуючи серп.
Іншими новинками стали ланцюгові та прив'язуючі машини. До 1890 р. Два чоловіки та два коні могли косити до 20 гектарів пшениці в день. У 1880-х роках жниварки і молотарки були об'єднані в комбайн. Ці машини вимагали великої кількості коней або мулів, які тягнули б їх. Парова енергія була застосована до молотильних машин наприкінці 19 століття. Парові двигуни, які рухаються навколо на колесах під власною потужністю, забезпечують тимчасову владу стаціонарним молотильним машинам. Вони отримали назву дорожніх двигунів. На початку 1900-х років з'явилися перші сучасні трактори, що стали популярнішими після трактора Fordson (близько 1917 року)
Спочатку жниварки і комбайни були замінені тракторами, але в 1930-х роках були розроблені самохідні комбайни. Реклама на моторне обладнання в фермерських журналах протягом цієї епохи зробила все можливе для конкуренції з конями, вихваляючи загальні теми, такі як трактор «їсть тільки тоді, коли працює», що один трактор міг замінити багато коней, і ця механізація могла дозволити одній людині більше працювати щодня, ніж раніше.
Популяція коней у США почала знижуватися в 1920-х роках. Пік продажу тракторів у США був у 1950 року. Окрім економії робочої сили, це дозволило звільнити велику кількість земель, раніше використовуваних для підтримки тваринництва. Найбільший період зростання сільськогосподарської продуктивності в США був з 40-х до 70-х, протягом якого сільське господарство отримувало вигоду від тракторів із внутрішнім згоранням та комбайнів, хімічних добрив та зеленої революції. Незважаючи на те, що фермери при вирощувані кукурудзи, пшениці, сої та інших товарних культур замінили більшість своїх працівників на збиральні машини та комбайни, що дозволяло їм ефективно зрізати та збирати зерно, виробники продуктів продовжували покладатися на збирачів, щоб уникнути пошкодження продукту, щоб зберегти бездоганний зовнішній вигляд, який потребують споживачі. Постійне постачання незаконних працівників з Латинської Америки, які готові збирати врожаї за низьку заробітну плату, додатково пригнічували необхідність механізації. Оскільки число нелегальних працівників продовжувало знижуватися після того, як він досяг піку в 2007 році через збільшення прикордонного патрулювання та покращення мексиканської економіки, промисловість збільшує використання механізмів. Прихильники стверджують, що механізація підвищить продуктивність та допоможе підтримувати низькі ціни на продукти харчування, Адвокати фермерських робітників стверджують, що це дозволить усунути робочі місця і дасть перевагу великим виробникам, які можуть дозволити собі необхідне обладнання.